# Polje, Bohinj
Polje so naselje v Občini Bohinj.